# Adufe

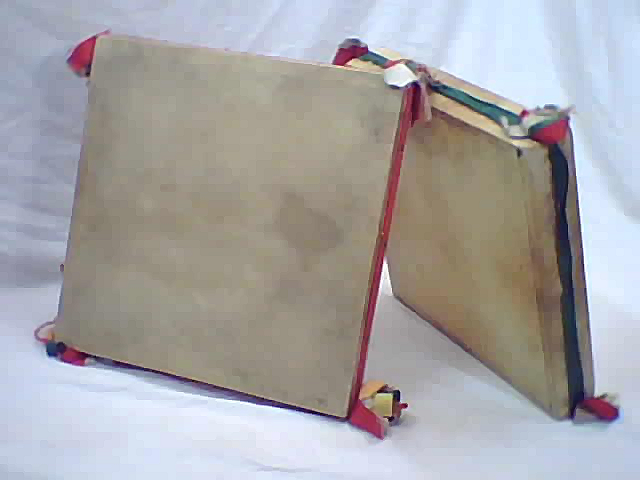
Adufe

Adufe, também chamado pandeiro quadrado, instrumento musical de percussão português, que consiste numa espécie de pandeiro membranofone, com pele retesa dos dois lados, assente num caixilho de madeira quadrangular.

## Etimologia
O substantivo «adufe» entra na língua portuguesa por via do árabe medieval, ad-duff, hodiernamente designado daf, correspondendo a uma variedade de pandeiro tradicional do Médio Oriente.

## Descrição
No seu interior são depositadas sementes ou pequenas soalhas a fim de enriquecer a sonoridade. Os lados do caixilho medem aproximadamente 45 centímetros.
Costuma ser enfeitado com fitas nos cantos e nas arestas exteriores do caixilho.

## Formas de percussão e ritmos
O adufe é segurado pelos polegares de ambas as mãos e pelo indicador da mão direita, deixando deste modo os outros dedos livres para percutir o instrumento. Toca-se com dois tipos de batidas: a de palma aberta, com o pomo da mão, que rebate depressa e serve para criar tons mais graves; e tamborilar com os dedos, que embatem no topo do pandeiro, aí permanecendo ao fim de cada toque, por molde a criar sons mais agudos.
A forma tradicional de tocar o adufe serve-se de dois importantes tipos de ritmos: o ritmo de passo e o ritmo de roda.
O ritmo de passo conta com 4 a 8 batidas, que se traduzem numa sequência de batidas «grave, grave, aguda, aguda». O ritmo de roda, por seu turno, conta com 3 a 6 batidas, que se traduzem numa sequência de batidas «grave, grave, agudo». Os ritmos podem ser tocados mais depressa ou mais devagar, consoante a melodia que se está a acompanhar.

## História e uso folclórico
Foi introduzido pelos árabes na Península Ibérica entre os séculos VIII e XII. Hoje, encontra-se essencialmente concentrado no centro-leste de Portugal (distrito de Castelo Branco, em especial Proença-a-Nova), onde é tocado exclusivamente por mulheres, acompanhando o canto, sobretudo por ocasião das festas e romarias. Pode ser tocado, ocasionalmente, por homens, mas fora de festas e romarias religiosas.
Em todo o caso, este instrumento também marca presença, embora não tão demarcada, noutras zonas de cariz pastoril do interior do país, designadamente em Trás-os-Montes, onde é feito com pele de cabra, e no Baixo-Alentejo, onde é feito com o coiro curtido da bexiga do porco.
Na tradição oral, nomeadamente nos versos de algumas canções que são acompanhadas pelo adufe, é referida a madeira do instrumento como sendo de "pau de laranjeira". Esta referência, de certo simbólica pela ligação entre a flor de laranjeira e o matrimónio, é reforçada por outra particularidade da construção do instrumento que refere ser a pele de uma das membranas de um animal macho e a outra de um animal fêmea. Dizem as tocadoras de adufe que a razão de ser desta diversidade se traduz na harmonia do instrumento e na maneira como ele soa. Este testemunho dá pistas para a iconografia mágica ligada ao instrumento, à sua construção e mesmo à sua utilização, que tradicionalmente era reservada a executantes femininos.
Também a sua forma quadrada, ao tornar mais difícil a manutenção da pele esticada, levanta questões sobre o carácter simbólico do instrumento e acentua a sua particularidade face ao "bendir" árabe ou ao "bodrum", seu congénere céltico.

## Adufeiras notáveis
Catarina Chitas foi uma adufeira e cantadeira de renome, que viveu na Beira Baixa, tendo sido homenageada em 2005, pelos seus contributos para a arte e para a manutenção da cultura e tradições portuguesas.

## Ligações Externas
- Adufe - Rui Silva | O que é um adufe?
- Memoria Media | Construção de um adufe por José Relvas (2007)
- RTP | Série documental O Povo que Ainda Canta, episódio: Adufe (2014)
- Arquivo A Música Portuguesa a gostar Dela Própria | Videos com Adufe